# Вулкан Комарова
Вулка́н Комаро́ва — действующий стратовулкан в восточной Камчатке в средней части хребта Гамчен на территории Кроноцкого заповедника.
Назван в 1941 году по фамилии академика Владимира Леонтьевича Комарова, начальника ботанического отдела Камчатской экспедиции Географического общества в 1908—1911 годах.

## Расположение
Расположен в восточной части центральной Камчатки в южной части хребта Гамчен на расстоянии 28 километрах к северо-востоку от Кроноцкого озера и в 70 километрах к западу от побережья Камчатского залива. В нескольких километрах к северу и к югу от вулкана Комарова находятся два других вулкана хребта — Гамчен (около 5 километров к югу) и Высокий (около 4 километров к северу).

## Описание
Высота вулкана — 2070 метров. Основание вытянуто с юго-востока на северо-запад и имеет 8 километров в длину и 5 километров в ширину. Два кратера, основной — диаметром 300 метров и глубиной до 70 метров и побочный. Сложен в первую очередь базальтовыми породами и частично плагиоклазом, оливином и пироксеном. Предположительная дата последнего извержения — 450 год, хотя точных свидетельств извержений в «историческое» время нет. Вулкан Комарова — единственный из всего хребта вулкан, проявляющий активность (фумарольную деятельность).
Единственное подтверждение вероятного извержения вулкана Комарова — крупная, примерно 8 на 10 метров, глыба в нескольких сотнях метров от вулкана, сложенная изверженными материалами. Глыба имеет почти ровную кубическую форму, что косвенно подтверждает факт недавнего извержения.